# Пеггинг

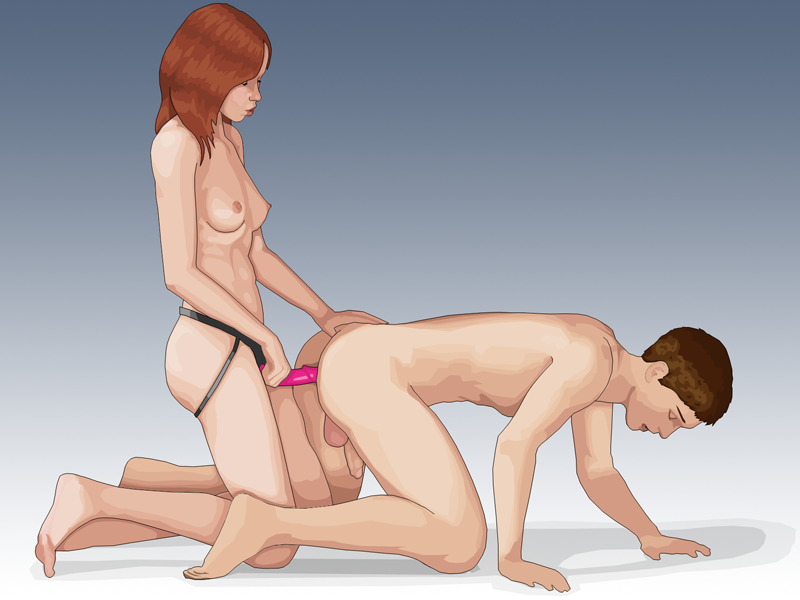
Пеггинг в коленно-локтевой позиции с использованием страпона

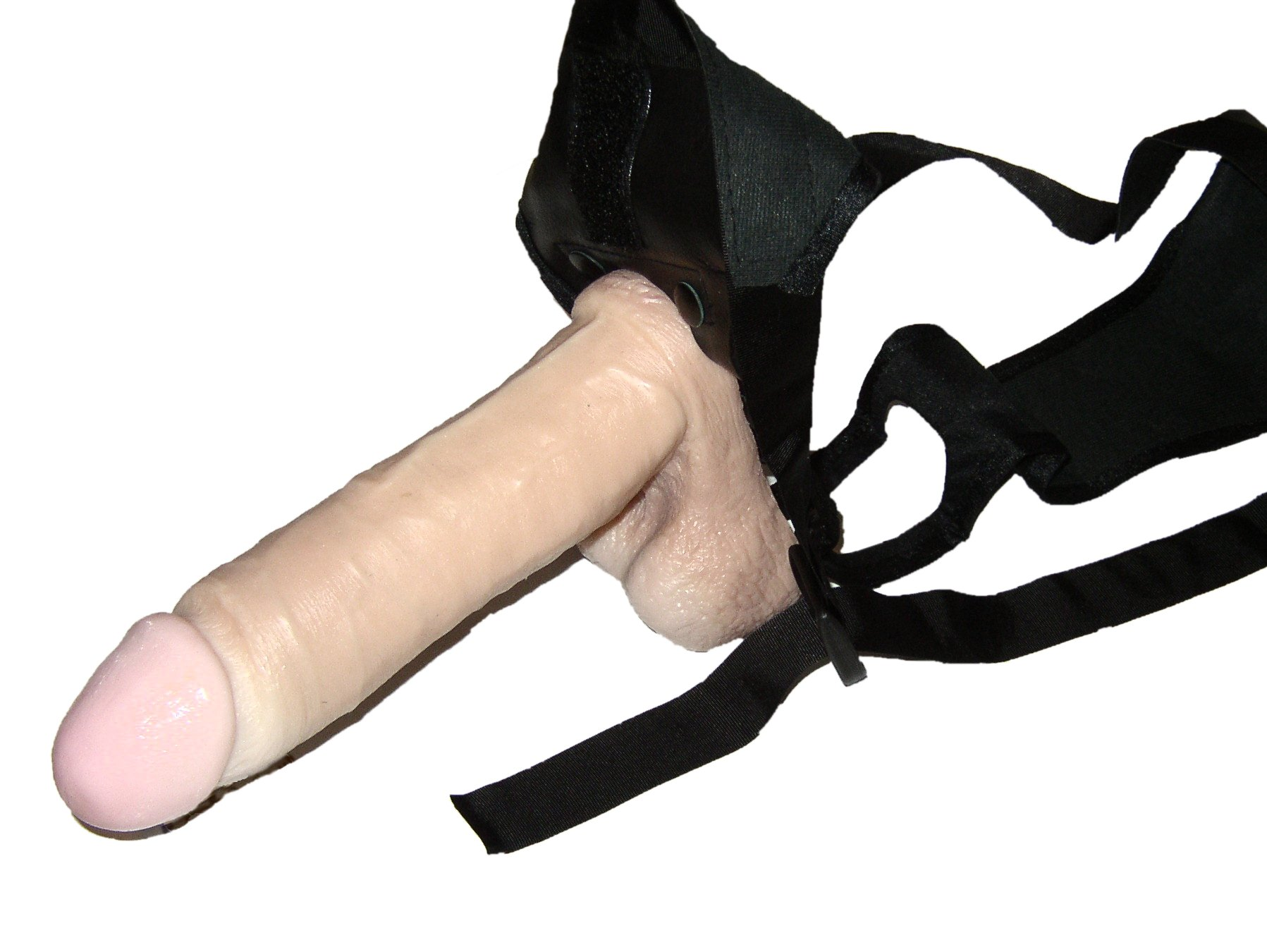
Страпон

Пе́ггинг (англ. pegging, происходит от peg — колышек, стержень) — вид сексуальной практики, при которой женщина, используя фаллоимитатор или страпон, проникает в анус мужчины или натягивает анус мужчины на фаллос. 
Термин впервые появился 21 июня 2001 года в статье Дэна Сэвиджа (англ. Dan Savage) «Savage Sex» (дикий секс) и был предложен после выяснения отсутствия единого названия для подобной сексуальной практики.

## Причины
Пеггинг может быть приятен обоим партнёрам. У мужчин при этом стимулируются анус и простата. Мужчина может почувствовать себя женщиной, а женщина — мужчиной. Женщина получает удовольствие от прямой стимуляции основанием фаллоимитатора, анальными или вагинальными фаллоимитаторами. Женщина также может усиливать ощущение, используя дополнительный вибратор или пальцы. Также может использоваться двусторонний фаллоимитатор.
Многие партнеры уделяют внимание также психологическим аспектам пеггинга — доминирование женщины, подчинение мужчины. В этом качестве пеггинг часто выступает в качестве одной из БДСМ-практик.

## Пеггинг в массовой культуре
Пеггинг часто появляется в порнографических фильмах, чаще — БДСМ-направленности. Впервые сцена пеггинга была показана в непорнографическом фильме 1970 года «Майра Брекинридж». Кроме того, пеггинг отображён в эротической фотографии, изобразительном искусстве и современной прозе, в том числе русскоязычной – например, в повести Андрея Гусева  «Жена писателя играет в BDSM». Пеггингом занимаются (не показывая подробностей процесса в кадре) герои фильма «Дэдпул».
Пеггинг также является частой темой в современном японском искусстве и встречается в следующих произведениях:
- манга: みにおん (ミニオン)[яп.] , ドキドキ淫行厨房. — 東京都 : 桜桃書房, 2001. — 180ページ. — (EXコミックス). — ISBN 4-7567-2500-7, ISBN 978-4-7567-2500-4 (яп.)
- манга: Shotagatari